# Syunik Fowtbolayin Akowmb
Il Syunik Fowtbolayin Akowmb (in armeno: Սյունիք Ֆուտբոլային Ակումբ), precedentemente noto come Ganjasar FC, è una società calcistica armena della città di Kapan. Fondato nel 1963, il club milita nella seconda divisione nazionale e gioca le partite casalinghe nello Stadio Ganjasar.

## Storia
Fondato nel 1963, ha partecipato al campionato armeno a partire dal 1992 con la denominazione di Syunik. Dopo due stagioni nella massima serie armena, culminate col fallimento societario, la squadra viene rifondata nel 1995 col nome di Kapan-81 e riparte dalla seconda serie armena. L'anno successivo, diventa Lernagorts Kapan, e rimane nella serie cadetta armena fino alla stagione 1999, quando a causa di alcune defezioni di altri club viene ripescato in massima serie. Rimane in massima serie fino alla stagione 2003, quando il club è si è fuso con l'Ararat e assorbito da quest'ultimo.
Il club è stato rifondato nel 2004 e rinominato Ganjasar, partecipando alla seconda serie del campionato armeno. Nel 2006, viene ammessa al massimo campionato armeno. Nel 2018 vince il suo primo titolo, battendo in finale di Coppa d'Armenia l'Alaškert. Grazie alla vittoria della coppa nazionale, partecipa alle qualificazioni per la fase a gironi della UEFA Europa League 2018-2019, dove viene eliminata al primo turno dal Lech Poznań, nonostante una vittoria al ritorno in casa per 2-1 (2-0 a favore per i polacchi il match di andata).
Rimane nella massima serie armena fino al 2020, quando ha annunciato il suo ritiro dal campionato per problemi economici causati dalla pandemia di COVID-19 e dalla guerra del Nagorno Karabakh.
Nel 2022, il club viene rifondato e rinominato Syunik, ripartendo dalla seconda serie.

## Organico

### Rosa 2019-2020
Aggiornata al 6 febbraio 2020.
| N. |                     | Ruolo | Calciatore                |
| -- | ------------------- | ----- | ------------------------- |
| 1  | Armenia (bandiera)  | P     | Gevorg Kasparov           |
| 2  | Armenia (bandiera)  | D     | Hakob Hambardzumyan       |
| 3  | Armenia (bandiera)  | D     | Hamlet Asoyan             |
| 5  | Armenia (bandiera)  | C     | Davit Terteryan           |
| 6  | Colombia (bandiera) | C     | Wbeymar Angulo            |
| 7  | Armenia (bandiera)  | A     | Vardan Poġosyan           |
| 8  | Armenia (bandiera)  | C     | Narek Aslanyan            |
| 9  | Armenia (bandiera)  | A     | Gevorg Nranyan (capitano) |
| 11 | Armenia (bandiera)  | C     | Ashot Adamyan             |
| 12 | Armenia (bandiera)  | P     | Grigor Meliksetyan        |
| 13 | Armenia (bandiera)  | P     | Arman Meliksetyan         |
| 14 | Armenia (bandiera)  | C     | Emil Yeghiazaryan         |
| 15 | Ghana (bandiera)    | D     | Annan Mensah              |

| N. |                         | Ruolo | Calciatore             |
| -- | ----------------------- | ----- | ---------------------- |
| 16 | Armenia (bandiera)      | P     | Erik Harutyunyan       |
| 17 | Armenia (bandiera)      | A     | Grigor Aghekyan        |
| 19 | Armenia (bandiera)      | D     | Vaspowrak Minasyan     |
| 20 | Armenia (bandiera)      | C     | Artur Grigoryan        |
| 21 | Armenia (bandiera)      | D     | Ashot Kocharyan        |
| 22 | Armenia (bandiera)      | A     | Gegham Harutyunyan     |
| 27 | Burkina Faso (bandiera) | C     | Abdoul Zoko            |
| 28 | Armenia (bandiera)      | D     | Alexander Hovhannisyan |
| 65 | Brasile (bandiera)      | C     | Juninho                |
| 77 | Armenia (bandiera)      | C     | Davit Minasyan         |
| 94 | Armenia (bandiera)      | A     | Andranik Kocharyan     |
|    | Armenia (bandiera)      | C     | Suren Arakelyan        |

## Palmarès

### Competizioni nazionali
- Coppa d'Armenia: 1

2017-2018

### Altri piazzamenti
- Campionato armeno:

Secondo posto: 2011, 2016-2017
Terzo posto: 2008, 2012-2013, 2017-2018
- Coppa d'Armenia:

Finalista: 2013-2014
Semifinalista: 2012-2013, 2015-2016, 2016-2017, 2019-2020
- Supercoppa d'Armenia:

Finalista: 2018
- Araǰin Xowmb:

Secondo posto: 2023-2024, 2024-2025

## Statistiche e record

### Statistiche nelle competizioni UEFA
Tabella aggiornata alla fine della stagione 2019-2020.
| Competizione                  | Partecipazioni | G  | V | N | P | RF | RS |
| ----------------------------- | -------------- | -- | - | - | - | -- | -- |
| Coppa UEFA/UEFA Europa League | 4              | 10 | 2 | 0 | 8 | 8  | 19 |